# アナテマ

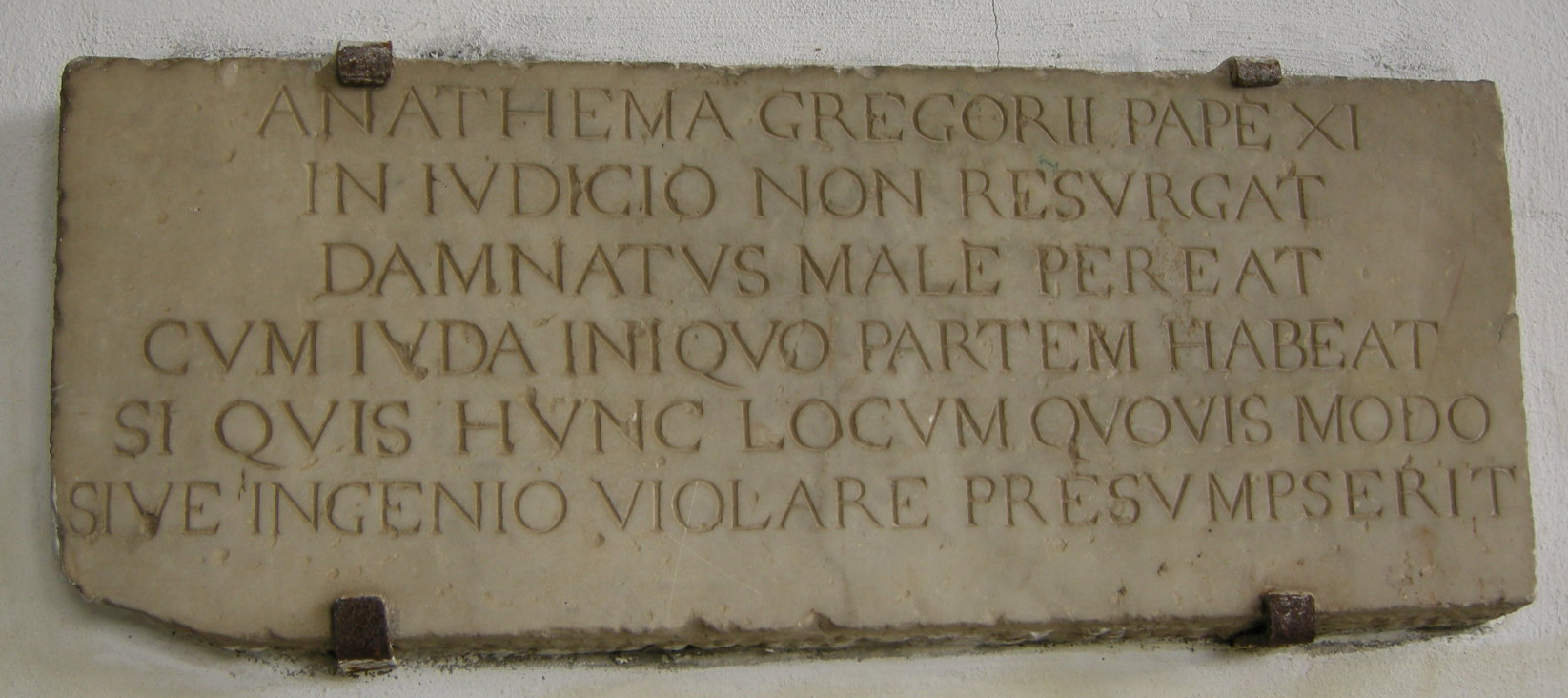
グレゴリウス11世によるアナテマ

アナテマ（古代ギリシア語: ανάθεμα / anathema）は、「聖絶、奉納、捧げる；滅ぼす、殺す；呪われる、呪われたものとなる」などと訳されるギリシア語の言葉。聖書で、ヘブライ語のヘーレム herem の訳として七十人訳聖書から使われた。正教会ではアナフェマ（露: ана́фема / anafema）とも。
レオン・デュフール編『聖書思想事典』によれば、元来は、「神への奉納物としての『異民族の殲滅』」も意味していたこの語が、最早聖戦の時代ではなくなった紀元前後のイスラエルにおいてはその意味内容を著しく変化させ、「強い呪い」を意味する語として用いられるようになった。また、マックス・ウェーバーは、この語義の変化はバビロニア捕囚後に既にあったとし、ユダヤ教がペルシアによって平和にされた宗派的教団へと変質させえられた時代には、ヘーレムは不心得者などに対する共同体からの破門を意味する言葉として存続したとしている。たとえばエズラ10:8においては、ヘーレムの対象は該当者の財産だけで、当人は共同体から追放されることが命じられている。
一方、泉田昭他編『新聖書辞典』の「聖絶」の項においては、申命記7:1-6においてイスラエルを悪しき異教の風習から守るために神によってカナンの地の七つの民の聖絶が命じられているとしながらも、その聖絶によって具体的に何が行なわれたかは書かれておらず、また、語義が変化したとも書いていない。ただ、「新約聖書において、強いのろいの表現、共同体からの除名を意味する用語として用いられている」と述べており、根拠の聖句に第一コリント16:22、ガラテヤ1:8-9をあげている。
パウロ書簡のなかにも「私たちが伝えたのと異なる福音を伝えるものは呪われよ（＝アナテマたるべし）」（ガラテア1:8）などとする用法がある。こうした異質なものへの「呪い」の意を承けて、カトリック教会を含む古代教会では、アナテマは共同体からの除名、すなわち「破門」を意味する語として用いられるようになった。その証拠に、ニカイア信条などキリスト教の信仰箇条には、異端の説を信奉する者に対するアナテマが付加されるものが見られる。